# Trans Europe Express (programma televisivo)
Trans Europe Express (Great Continental Railway Journeys) è un documentario inglese trasmesso in prima visione nel Regno Unito dal 2012 su BBC Two.
Il programma, presentato da Michael Portillo (doppiato in italiano da Carlo Valli, dalla prima alla quinta stagione, e da Antonio Sanna, dalla sesta), è un reportage in cui il conduttore effettua dei viaggi nell'Europa continentale, a bordo dei treni e con l'ausilio di una copia della Guida Bradshaw (Bradshaw's Guide) del 1913, analizzando i cambiamenti avvenuti dal periodo edoardiano. 
La prima stagione venne trasmessa nel 2012 dalla BBC Two mentre la sesta è andata in onda nel 2018. In Italia venne trasmessa la prima stagione nel 2013 e nel 2014 la seconda. La terza, la quarta e quinta stagione vennero invece trasmesse nel 2017, la sesta dal 26 gennaio al 2 febbraio 2020 mentre la settima viene trasmessa dal 15 al 22 febbraio 2021 su Rai 5.

## Stagioni
| Stagione         | Episodi | Prima TV UK | Prima TV Italia |
| ---------------- | ------- | ----------- | --------------- |
| Prima stagione   | 5       | 2012        | 2013            |
| Seconda stagione | 6       | 2013        | 2014            |
| Terza stagione   | 6       | 2014        | 2017            |
| Quarta stagione  | 6       | 2015        | 2017            |
| Quinta stagione  | 6       | 2016        | 2017-2018       |
| Sesta stagione   | 2       | 2018        | 2020            |
| Settima stagione | 6       | 2020        | 2021            |

## Trans Europe Express

### Prima stagione (2012)
| Num. | Titolo                                   | Prima TV UK      | Prima TV Italia |
| ---- | ---------------------------------------- | ---------------- | --------------- |
| 1    | Da Londra a Monte Carlo                  | 8 novembre 2012  | 2013            |
| 2    | Dall'Ungheria all'Austria                | 15 novembre 2012 | 2013            |
| 3    | Da Berlino al fiume Reno                 | 22 novembre 2012 | 2013            |
| 4    | Svizzera                                 | 29 novembre 2012 | 2013            |
| 5    | Da Amsterdam alla Francia settentrionale | 6 dicembre 2012  | 2013            |

### Seconda stagione (2013)
| Num. | Titolo                       | Prima TV UK      | Prima TV Italia |
| ---- | ---------------------------- | ---------------- | --------------- |
| 1    | Da Madrid a Gibilterra       | 27 ottobre 2013  | 2014            |
| 2    | Da Torino a Venezia          | 3 novembre 2013  | 2014            |
| 3    | Da Dresda a Kiel             | 10 novembre 2013 | 2014            |
| 4    | Da Copenaghen a Oslo         | 17 novembre 2013 | 2014            |
| 5    | Da Praga a Monaco di Baviera | 24 novembre 2013 | 2014            |
| 6    | Da Bordeaux a Bilbao         | 1 dicembre 2013  | 2014            |

### Terza stagione (2014)
| Num. | Titolo                    | Prima TV UK      | Prima TV Italia |
| ---- | ------------------------- | ---------------- | --------------- |
| 1    | Da Tula a San Pietroburgo | 5 novembre 2014  | 2017            |
| 2    | Da Roma a Taormina        | 12 novembre 2014 | 2017            |
| 3    | Da Varsavia a Cracovia    | 19 novembre 2014 | 2017            |
| 4    | Da La Coruña a Lisbona    | 26 novembre 2014 | 2017            |
| 5    | Da Haifa a Negev          | 3 dicembre 2014  | 2017            |
| 6    | Da Lione a Marsiglia      | 10 dicembre 2014 | 2017            |

### Quarta stagione (2015)
| Num. | Titolo                        | Prima TV UK      | Prima TV Italia |
| ---- | ----------------------------- | ---------------- | --------------- |
| 1    | Da Sofia a Istanbul           | 16 ottobre 2015  | 2017            |
| 2    | Da Vienna a Trieste           | 23 ottobre 2015  | 2017            |
| 3    | Da Pisa al Lago di Garda      | 30 ottobre 2015  | 2017            |
| 4    | Da Atene a Salonicco          | 13 novembre 2015 | 2017            |
| 5    | Dalla Foresta Nera a Hannover | 20 dicembre 2015 | 2017            |
| 6    | Da Barcellona a Maiorca       | 27 dicembre 2015 | 2017            |

### Quinta stagione (2016)
In Italia l'episodio Da Genova al Passo del Brennero venne trasmesso solo dal 30 maggio 2018 per esigenze di palinsesto.
| Num. | Titolo                          | Prima TV UK       | Prima TV Italia |
| ---- | ------------------------------- | ----------------- | --------------- |
| 1    | Dalla Transilvania al Mar Nero  | 20 settembre 2016 | 2017            |
| 2    | Da Zermatt a Ginevra            | 27 settembre 2016 | 2017            |
| 3    | Da Tangeri al Marrakech         | 4 ottobre 2016    | 2017            |
| 4    | Da Genova al Passo del Brennero | 11 ottobre 2016   | 30 maggio 2018  |
| 5    | Da Riga a Tampere               | 18 ottobre 2016   | 2017            |
| 6    | Da Rotterdam a Utrecht          | 25 ottobre 2016   | 2017            |

### Sesta stagione (2018)
In Italia la sesta stagione fu trasmessa dal 26 gennaio al 2 febbraio 2020. I due episodi sono stati inseriti al programma Prossima fermata Oriente riguardante l'India, di conseguenza la sigla iniziale nell'edizione italiana è stato modificato il titolo.
| Num. | Titolo           | Prima TV UK   | Prima TV Italia |
| ---- | ---------------- | ------------- | --------------- |
| 1    | Da Kiev a Odessa | 8 marzo 2018  | 26 gennaio 2020 |
| 2    | Da Batumi a Baku | 15 marzo 2018 | 2 febbraio 2020 |

### Settima stagione (2020)
| Num. | Titolo                                | Prima TV UK       | Prima Tv Italia  |
| ---- | ------------------------------------- | ----------------- | ---------------- |
| 1    | Da Salamanca a Canfranc               | 29 luglio 2020    | 15 febbraio 2021 |
| 2    | Da Orléans a Reims                    | 5 agosto 2020     | 16 febbraio 2021 |
| 3    | Da Berlino a Stoccarda                | 19 agosto 2020    | 17 febbraio 2021 |
| 4    | Da Palermo all'Etna                   | 26 agosto 2020    | 18 febbraio 2021 |
| 5    | Da Linz a Bratislava                  | 2 settembre 2020  | 19 febbraio 2021 |
| 6    | Da Stoccolma al Circolo polare artico | 10 settembre 2020 | 22 febbraio 2021 |

## DVD
A partire dal 2018, dalla prima alla sesta stagione di Trans Europe Express sono stati pubblicati in DVD da FremantleMedia su licenza di Boundless e della BBC. In Italia i DVD non sono stati distribuiti.
| Stagione   | Data di pubblicazione in UK |
| ---------- | --------------------------- |
| Stagione 1 | 29 maggio 2013              |
| Stagione 2 | 28 aprile 2014              |
| Stagione 3 | 23 marzo 2015               |
| Stagione 4 | 21 novembre 2016            |
| Stagione 5 | 13 febbraio 2017            |
| Stagione 6 | 30 aprile 2018              |

## Libri
Great Continental Railway Journeys, scritto da Michael Portillo, è stato pubblicato da Simon & Schuster UK nell'ottobre 2015.